# Casa Sotavento
La Casa Sotavento fue una de las residencias particulares construidas por Carlos Raúl Villanueva, y que se ubica en Caraballeda, Venezuela. Está edificada en un estilo ecléctico y es, junto con la Casa Caoma, una de las dos que el renombrado arquitecto construyó para su uso propio, y una de las tres que realizó en toda su carrera, siendo la tercera la Casa Los Manolos.
Aparte de su residencia principal en Caracas, Villanueva construyó esta casa con un propósito más recreativo y vacacional. Dada su ubicación en el litoral central, parte de su arquitectura está destinada a la protección solar, lo que favorece su adaptación al clima semiárido de la región. Como en varias de sus obras, Villanueva buscó inspiración en la arquitectura colonial hispánica, lo cual se evidencia en el uso de pérgolas en el jardín interior que disminuyen la intensidad de la luz. La distribución espacial de la casa consta de una distribución espacial de tres volúmenes en el que se reparten cuatro habitaciones pequeñas. La casa carece de una fachada propiamente dicha, y se accede a ella a través de un pasaje lateral a modo de vestíbulo. La casa está orientada hacia el norte, y sus habitaciones hacia el este. Se destaca, así mismo, su técnica de aprovechamiento del espacio pese a estar en un espacio reducido.
El mobiliario de la casa fue diseñado por Cornelis Zitman.